# L'attico (film)
L'attico è un film del 1962, diretto da Gianni Puccini. L'attrice protagonista è Daniela Rocca affiancata da Walter Chiari, Mary Arden, Philippe Leroy e Tomas Milian.

## Trama
Anni 1960. Silvana, una bellissima ragazza di provincia, dopo aver perso l'ultima corriera che la ricondurrebbe al suo paese, decide di passare la notte a Roma. Non sapendo dove soggiornare, si rifugia in un attico in costruzione. Raggiunta in quel luogo da un giovane uomo instaura con lui una breve relazione. L'uomo le cambia la vita e le fa conoscere le bellezze del boom economico che proprio in quegli anni sta coinvolgendo la capitale. Tra autobus impazziti, manifestazioni, grandi magazzini, Silvana, decide di rimanere a Roma. Terminata la breve relazione col primo uomo, Silvana instaura una nuova relazione con un giovane appartenente alla nobiltà romana ma, anche in questo caso, la relazione si arresta, considerate le strane abitudini del giovane, molto diverse da quelle di Silvana. Rifugiatasi ancora nell'attico in costruzione, Silvana incontra casualmente il giovane ingegnere responsabile delle attività di costruzione e, anche in questo caso, nasce una storia. Anche questa storia, però, non finisce bene e, alla fine, la ragazza finirà col sposare il padre dell'ingegnere, ossia il ricco proprietario dell'impresa edile da cui dipende la costruzione del palazzo che ospita l'attico. Rimarrà vedova e ricca dopo due settimane.

## Critica
«... commedia di costume a carattere intimista, ben costruita e più amara rispetto a prodotti analoghi dello stesso periodo.» **